# Alderina brevispina
Alderina brevispina is een mosdiertjessoort uit de familie van de Calloporidae. De wetenschappelijke naam van de soort is, als Callopora brevispina, voor het eerst geldig gepubliceerd in 1926 door O'Donoghue & O'Donoghue.